# أن تي بي سي المحدودة
أن تي بي سي المحدودة ، المعروفة سابقًا باسم شركة الطاقة الحرارية الوطنية  ، هي شركة هندية مركزية للقطاع العام تحت ملكية وزارة الطاقة وحكومة الهند ، التي تشارك في توليد الكهرباء وأنشطة أخرى. يقع مقر بي أس يو في نيودلهي ، الهند . تتمثل الوظيفة الأساسية لشركة الطاقة الحرارية الوطنية في توليد الكهرباء وتوزيعها على مجالس كهرباء الدولة في الهند. كما تتعهد الهيئة أيضًا بالاستشارات وعقود المشاريع الجاهزة التي تشمل الهندسة وإدارة المشاريع وإدارة الإنشاءات وتشغيل وإدارة محطات الطاقة.
إنها أكبر شركة طاقة في الهند بقدرة توليد طاقة كهربائية تبلغ 71،594 ميجاوات.  على الرغم من أن الشركة تمتلك ما يقرب من 16٪ من إجمالي السعة الوطنية ، إلا أنها تساهم بأكثر من 25٪ من إجمالي توليد الطاقة نظرًا لتركيزها على تشغيل محطات الطاقة الخاصة بها بمستويات كفاءة أعلى (حوالي 80.2٪ مقابل معدل معامل التحميل الوطني البالغ 64.5٪). تنتج شركة الطاقة الحرارية الوطنية حاليًا 25 مليار وحدة من الكهرباء شهريًا.[بحاجة لمصدر]
تشغل شركة الطاقة الحرارية الوطنية حاليًا 55 محطة طاقة: 24 فحمًا ، وسبع دورة مشتركة للغاز والوقود السائل ، واثنتان تعملان بالطاقة المائية ، وتوربينات رياح واحدة ، و 11 مشروعًا للطاقة الشمسية. بالإضافة إلى ذلك ، لديها 9 محطة فحم ومحطة غاز واحدة مملوكة لمشاريع مشتركة أو شركات تابعة.
تم تأسيسها من قبل حكومة الهند في عام 1975 ، والتي تمتلك الآن 51.1٪ من أسهمها  بعد بيع حصتها في 2004 و 2010 و 2013 و 2014 و 2016 و 2017. في مايو 2010 ، تم منح شركة الطاقة الحرارية الوطنية وضع مهاراتنا من قبل حكومة الاتحاد في الهند ، وهي واحدة من أربع شركات فقط حصلت على هذا الوضع.  احتلت المرتبة 400 في فوربس غلوبال 2000 لعام 2016. 

## روابط خارجية
- الموقع الرسمي